# ランドスライド (フリートウッド・マックの曲)
「ランドスライド」（Landslide）は、フリートウッド・マックが1975年に発表した楽曲。スティーヴィー・ニックスが作詞作曲しリード・ボーカルをつとめている。ディクシー・チックスのカバー・バージョンがヒットした。

## 概要

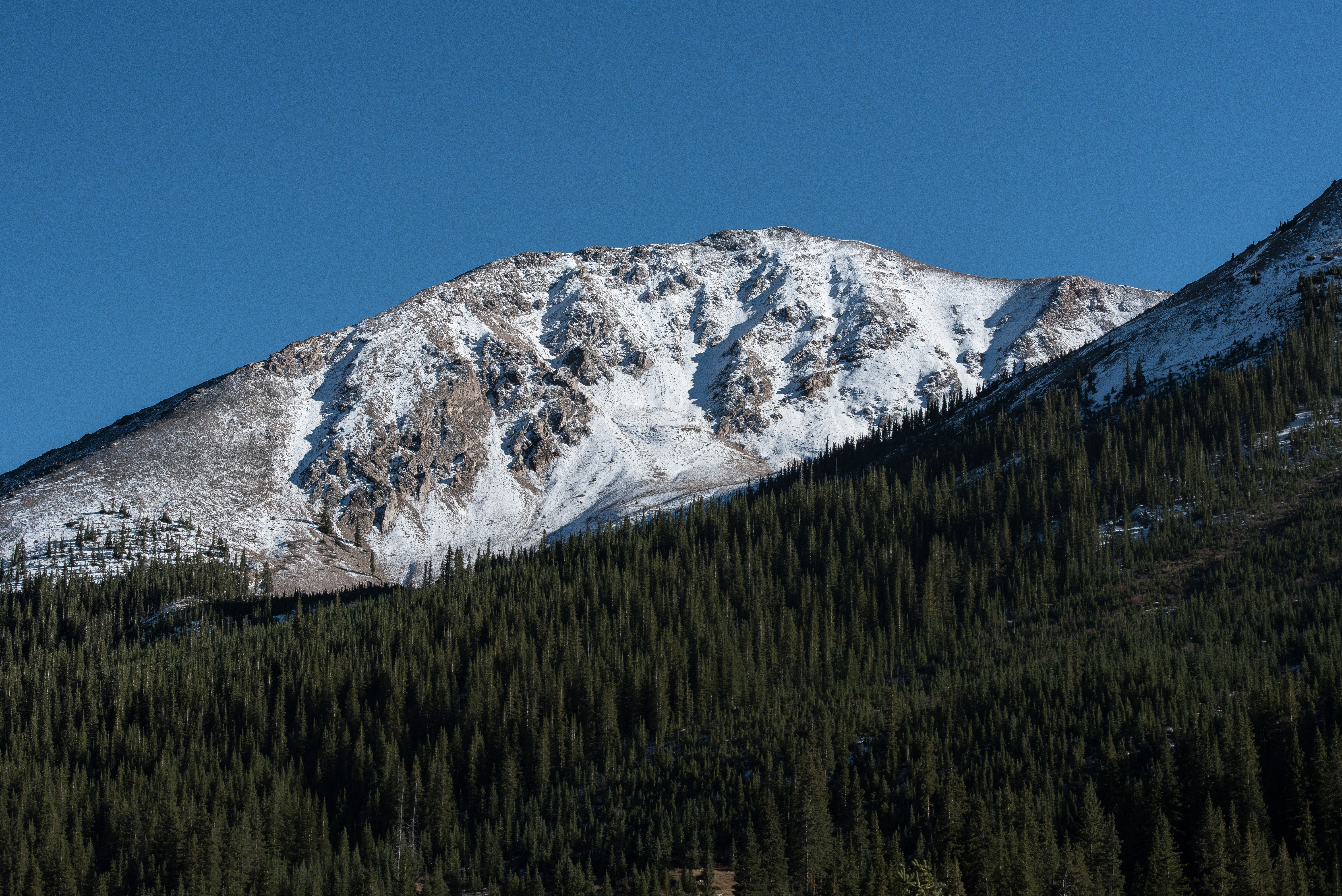
スティーヴィー・ニックスが「ランドスライド」を書いたコロラド州のアスペン

話はスティーヴィー・ニックスがフリートウッド・マックへの参加の前に遡る。ニックスは1973年9月、リンジー・バッキンガムと共にアルバム『Buckingham Nicks』を発表するがセールスはふるわず、二人はポリドールからレーベル契約を打ち切られてしまう。先行きに不安を感じていた頃に本作品は書かれた。ニックスは次のように述べている。
1975年1月、ニックスとリンジー・バッキンガムはグループに加入。すぐにアルバムのレコーディングが始まり、同年7月11日発売のアルバム『ファンタスティック・マック』に「ランドスライド」は収録された。
1980年12月発売の2枚組のアルバム『フリートウッド・マック・ライヴ』にライブ・バージョンが収録されている。
1997年5月23日、グループはカリフォルニア州バーバンクで再結成コンサートを行う。コンサートを記録したアルバム『ザ・ダンス』に収録されたライブ・バージョンは翌1998年にシングルカットされ、同年8月8日付のビルボード・Hot 100で51位を記録した。またビルボードのアダルト・コンテンポラリー・チャートで10位を記録した。
2018年1月発売の『ファンタスティック・マック』のエクスパンデッド・エディションまたはボックスセットにアーリー・バージョンが収録された。
2023年9月8日、2枚組のライブ・アルバム『噂～ライヴ』が発売。1977年8月29日から31日にかけてロサンゼルスのフォーラムで行われた公演のうち18曲が収録され、「ランドスライド」もその中に含まれた。
「ローリング・ストーンの選ぶオールタイム・グレイテスト・ソング500」（2021年版）において163位にランクされている。

## カバー・バージョン
- スマッシング・パンプキンズ - 1994年のシングル「Disarm」のB面。
- ディクシー・チックス - 2002年のアルバム『ホーム』に収録。シングルカットされ、ビルボードのHot 100で7位、アダルト・コンテンポラリー・チャートで1位、カントリー・チャートで2位を記録した。2003年のライブ・アルバム『トップ・オブ・ザ・ワールド・ツアー』にライブ・バージョンが収録されている。
- Fayray - 2004年のシングル「口づけ」のB面。
- スティーヴィー・ニックス - 2007年のコンピレーション・アルバム『Crystal Visions – The Very Best of Stevie Nicks』と2009年のライブ・アルバム『The Soundstage Sessions』にライブ・バージョンが収録された。
- アヴェニューD - 2007年のコンピレーション・アルバム『Totally Magic / Graded D Beef / D Sides』に収録[9]。
- ブッシュ - 2011年のアルバム『The Sea of Memories』のデラックス・エディションに収録。